# Encarnación

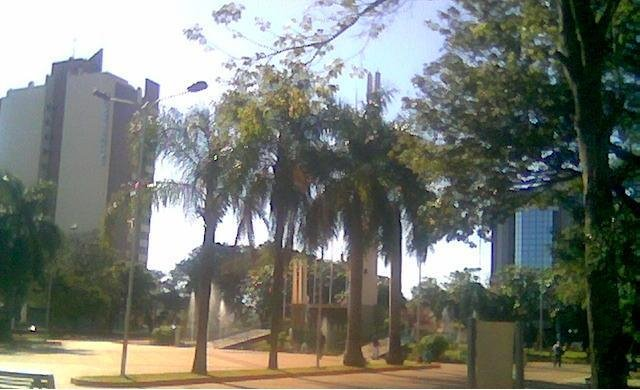
Główny plac w Encarnación

Encarnación – miasto w południowo-wschodnim Paragwaju, na prawym brzegu rzeki Alto Paraná, naprzeciw miasta Posadas w Argentynie. Miasto jest ośrodkiem administracyjny departamentu Itapúa. W 2015 miasto liczyło ponad 125 tys. mieszkańców.
Miasto zostało założone 25 marca 1615 przez jezuitę Roque González de Santa Cruz pod nazwą Nuestra Señora de la Encarnación de Itapúa. Od 1843 nosi swoją obecną nazwę. Miasto zyskało na znaczeniu po doprowadzeniu linii kolejowej w 1894 łączącej miasto ze stolicą kraju Asuncion. Encarnación jest również bardzo ważnym paragwajskim portem rzecznym na Paranie. Rozwinął się tutaj przemysł spożywczy oparty na przetwórstwie lokalnych produktów rolnych: yerba mate, tytoniu, bawełny, ryżu, kukurydzy, hodowli bydła.
W roku 1926 miasto ucierpiało na skutek tornada.
Miasto składa się z dwóch części: starego miasta położonego nad rzeką oraz nowoczesnej dzielnicy położonej dalej od rzeki. Ze względu na łagodny klimat miasto nazywane jest "perłą południa". Około 30 km od miasta znajdują się pozostałości jezuickich misji La Santissima Trinidad de Paraná i Jesús de Tavarangue wpisanych w 1993 na listę światowego dziedzictwa UNESCO jako jedyne, jak dotychczas, obiekty z Paragwaju.
Z miastem Posadas, położonym na drugim brzegu rzeki, połączone jest mostem Puente San Roque González de la Santa Cruz.